# Teleopieka
Teleopieka – dodatkowa usługa opiekuńcza, wykorzystująca nowoczesne technologie. Jej celem jest zwiększenie bezpieczeństwa osób starszych, niesprawnych, chorych i innych, pozostających samotnie w swoich domach.
Według definicji Telecare Services Association teleopieka obejmuje wszelkie świadczone na odległość usługi korzystające z technologii informacyjno-komunikacyjnych, sprzyjające zachowaniu niezależności we własnym środowisku zamieszkania osobom niesamodzielnym, starszym i niepełnosprawnym. Zastosowanie systemów teleopiekuńczych sprawia, że osoby te mogą pozostać we własnych domach, dzięki dostarczaniu im niezbędnych do życia usług, przy minimalizacji ryzyk i zagrożeń dla ich zdrowia i życia. Niemiecka specjalistka pracy socjalnej, Franziska Köck wskazała na wieloaspektowość teleopieki, która nie koncentruje się na usługach czysto medycznych, ale również uwzględnia kontekst społeczny życia osób niesamodzielnych (do rozwiązań teleopiekuńczych zalicza się m.in. zdalne czujniki dymu, moduły przypomnień sms-owych o zjedzeniu posiłku lub zażyciu leków, a także lokalizatory osób).
Teleopieka jest narzędziem systemu opieki, które pozwala wielu osobom na lepsze funkcjonowanie, odzyskanie poczucia bezpieczeństwa i samodzielności. Podstawowym czynnikiem w opiece tego systemu jest specjalny przycisk „SOS”, który wbudowany jest w telefon stacjonarny lub przenośny. Pozwala on, w stanach zagrożenia zdrowia lub życia, połączyć się z centrum alarmowym i wezwać adekwatną do sytuacji pomoc. Możliwość skorzystania z przycisku „SOS” to również większe poczucie bezpieczeństwa.
Opieka zdalna stosowana jest zarówno w państwach wysoko rozwiniętych (np. w Japonii), jak i ubogich, gdzie z uwagi na rozproszenie geograficzne usługi lekarza lub opiekuna tradycyjnego byłyby zbyt kosztowne.